# Rasmus Malling-Hansen
Pour les articles homonymes, voir Hansen.
Rasmus Malling-Hansen (né le 5 septembre 1835 à Lolland et mort le 27 septembre 1890 à Copenhague) est un inventeur danois, prédicateur et directeur de l'Institut royal des sourds de Copenhague.
Il est l'inventeur de la boule à écrire de Hansen.

## Distinctions
- Chevalier de l'ordre de Dannebrog
- Chevalier de l'ordre de Vasa